# Caradrina expansa
Caradrina expansa är en fjärilsart som beskrevs av Alphéraky 1897. Caradrina expansa ingår i släktet Caradrina och familjen nattflyn. Inga underarter finns listade i Catalogue of Life.